# Ебтіссінвіш
Ебтіссінвіш (нім. Aebtissinwisch) — громада в Німеччині, розташована в землі Шлезвіг-Гольштейн. Входить до складу району Штайнбург. Складова частина об'єднання громад Вільстермарш.
Площа — 3,04 км2. Населення становить 49 ос. (станом на 31 грудня 2020).